# Marvin Vettori
Marvin Vettori, född 20 september 1993 i Trento, är en italiensk MMA-utövare som sedan 2016 tävlar i organisationen Ultimate Fighting Championship.